# Dasypogon hookeri
Dasypogon hookeri là một loài thực vật có hoa trong họ Dasypogonaceae. Loài này được J.Drumm. miêu tả khoa học đầu tiên năm 1843.